# Паикули натпис
Паикули натпис (курдски: پەیکوڵی, романизован: Peykulî, персијски: پایکولی, на арапском: بيكولي) је двојезични партски и средњеперсијски текстуални корпус који је уписан на камене блокове зидова куле Паикули; потоњи се налази у данашњем јужном делу Ирачког Курдистана, у близини модерног села Баркал, у покрајини Сулејманија, Ирак (35° 5′53,91 ″ С 45° 35′25,95 ″ ЕКординате: 35° 5′53,91 ″ С 45° 35 '25,95 ″ И). Ови уписани камени блокови сада се налазе у музеју Сулејманија; поље садржи само камење које је коришћено за изградњу куле.. Постављен је као споменик у част победе, и говори како и зашто је сасанидски цар Нарзес (такође написан и Нарсес) збацио свог унука са власти.
293. године Нарзес је марширао из Јерменије у отвореном устанку против свог нећака с мноштвом присталица и савезника, чија су имена записана на натпису Паикули.

## Позадина
Паикули натпис Нарзеса показује да је Асуристан (Вавилонија) барем био у персијским рукама, али ништа не говори о Нисибису и Сингари.

Чињеница да је Амр ибн Адијево вазалство према Нарзесу постојало и да је о томе сачуван податак у натпису Паикули.
| „ | Паикули натпис је можда лишен многих историјских података, јер припада жанру епске литературе састављеног од давнина на древном Блиском истоку. | ” |

У 19. веку, када га је посетило неколико путника, састојао се од рушевина велике, квадратне куле која је првобитно са свих страна била прекривена каменим блоковима, неки су садржали натписе, али су у то време лежали раштркани свуда около споменик.

## Сасаниди
Код Табарија и изворима који прате његово дело, а такође и у натпису Паикули Нарзеса, Папаков син зван Шапур спомиње се као његов наследник, мада је текст натписа Паикули у којем се појављује краљ Шапур нејасан због дугих празнина. Неки сугеришу да је Нарзес у натпису покушао да упореди његово наследство на престолу са наслеђем свог деде Ардашира, баш као што је Ардашир наследио Шапура.
| „ | С. Мори тврди да натпис Паикули у основи повезује традиционалну блискоисточну причу о томе како један краљ постиже надмоћ уз помоћ богова у епском облику. Он такође верује да су рани исламски текстови, попут оног Ел Табарија, од мале користи за историју сасанидског периода. | ” |

## Галерија
Музеј Сулејманија у ирачком Курдистану отворио је 10. јуна 2019. године нову галерију, посвећену кули Паикули, његовом натпису и краљу Нарзесу. Музеј Сулејманија је једини музеј који приказује остатке торња Паикули.
- Недавно откривени камени блок са натписом Ц2, средњеперсијско писмо, из куле Сасанидског Паикулиа, Музеј Сулејманија
- Недавно откривени камени блок са ц12 написаним, Партско писмо, са сасанидског торња Паикули, Музеј Сулејманија
- Камени блок с натписом А2, средњеперсијско писмо, са сасанидске куле Паикули, Музеј Сулејманија
- камени блок са д3, партско писмо, са сасанидске куле Паикули, Музеј Сулејманија
- Један од уписаних камених блокова са куле Паикули у Нарсеху. Касни 3. век , Музеј Сулејманија
- блок ф7 са куле Паикули с уписаним партским језиком. Сасанидски период, владавина Нарсеха, крајем 3. века нове ере. Из Сулејманије, из Ирака. Музеј Сулејманија
- Новооткривени ф1, партски натпис, блок са куле Паикули у Нарсеху, Музеј Сулејманија
- Један од неуписаних заобљених камених блокова са куле Паикули у Нарсеху. Музеј Сулејманија
- Новооткривени фрагмент каменог блока Г6, средњеперсијско писмо, сасанидски торањ Паикули, Музеј Сулејманија
- Једно од попрсја сасанског краља Нарсеха. Касни 3. век , Са куле Паикули, Сулејманија, Ирак. Музеј Сулејманија
- Недавно откривени фрагмент плетенице Нарсеховог попрсја са сасанидске куле Паикули, музеј Сулејманија
- Део Нарсеховог покривача из сасаснидског торња Паикули у Ираку
- Камени блокови без натписа разасути око куле Паикули у Нарсеху. Покрајина Сулејманија, Музеј Сулејманија
- Један од не исписаних заобљених камених блокова са куле Паикули сасанидског краља Нарсеха. Музеј Сулејманија
- Грађевински камен без натписа сасанијске куле Паикули у Нарсеху, Музеј Сулејманија
- Попрсје сасанидског краља Нарсеха, Сулејманија Дирекција за старине